# Sajtschar-Gletscher
Der Sajtschar-Gletscher (bulgarisch ледник Зайчар lednik Sajtschar) ist ein 7,5 km langer und 2,7 km breiter Gletscher an der Nordenskjöld-Küste des Grahamlands auf der Antarktischen Halbinsel. Von den südöstlichen Hängen des Detroit-Plateau fließt er zwischen dem Grivitsa Ridge und dem Kableshkov Ridge zu Odrin Bay, die er 5 km nordwestlich des Fothergill Point erreicht.
Britische Wissenschaftler kartierten ihn 1978. Die bulgarische Kommission für Antarktische Geographische Namen benannte ihn 2011 nach der Ortschaft Sajtschar im Südosten Bulgariens.